# Settembre (cantante)
Settembre, pseudonimo di Andrea Settembre (Napoli, 9 ottobre 2001), è un cantautore italiano, vincitore del Festival di Sanremo 2025 nella sezione "Nuove proposte" con il brano Vertebre.

## Biografia
Nato e cresciuto a Napoli, Andrea Settembre durante l'infanzia ha iniziato a lavorare come speaker radiofonico per Radio Immaginaria, un'emittente interamente gestita e condotta da adolescenti. Successivamente si è esibito sul palco del teatro Politeama di Napoli, prendendo parte al cast di una produzione del musical Grease. Nel 2013, all'età di dodici anni, ha preso parte alla quarta edizione del talent show in onda su Canale 5 Io canto, condotto da Gerry Scotti, in cui ha fatto parte della squadra di Claudio Cecchetto. Nel 2015 ha fatto parte del cast del programma televisivo in onda su Italia 1 Fattore umano. Nel 2016 è uscito il singolo Selfie. Nel 2017 ha pubblicato il singolo Su, con il quale ha partecipato e vinto il Festival Show 2016, dove nel 2018 ha poi vinto nella sezione "giovani".
Nel 2019 è stato inserito nel team di Gigi D'Alessio nella sesta edizione del talent show in onda su Rai 2 The Voice of Italy, condotto da Simona Ventura. Nel 2020 ha pubblicato i singoli Soli insieme e Bum bum. Nel 2022 è stato finalista del programma Deejay on stage, organizzato da Radio Deejay. Nel 2023 è stato concorrente della diciassettesima edizione del talent show musicale X Factor, condotta da Francesca Michielin, dove ha preso parte alla squadra di Dargen D'Amico e classificandosi al quinto posto. Durante il programma ha presentato il brano Lacrime. Nel 2024 ha pubblicato i brani Amandoti (cover del brano dei CCCP), Oro oro e Fiori nel cemento (in collaborazione con Jelecrois e Milano Mobster).
Nel 2024 ha partecipato a Sanremo Giovani, classificandosi tra i quattro finalisti e qualificandosi al Festival di Sanremo 2025 nella sezione "Nuove proposte", risultandone vincitore con il brano Vertebre, che si è aggiudicato inoltre il Premio della Critica "Mia Martini" (sezione "Nuove proposte"), il Premio della Sala Stampa "Lucio Dalla" (sezione "Nuove proposte") e il Premio "Enzo Jannacci" NuovoIMAIE per la migliore interpretazione. Il 14 febbraio 2025 ha pubblicato il suo primo EP, Vertebre. Successivamente è stato premiato con una targa dal comune di Napoli per la sua vittoria nella sezione delle "Nuove proposte" al Festival di Sanremo. La Rai lo ha poi incluso fra i cinque giurati italiani per la finale dell'Eurovision Song Contest 2025.

## Discografia

### EP
- 2025 – Vertebre

### Singoli
- 2016 – Selfie
- 2017 – Su
- 2020 – Soli insieme
- 2020 – Bum bum
- 2023 – Lacrime
- 2024 – Amandoti
- 2024 – Oro oro
- 2024 – Fiori nel cemento (con Jelecrois e Milano Mobster)
- 2024 – Vertebre

## Programmi televisivi
- Io canto (Canale 5, 2013) - concorrente
- Fattore umano (Italia 1, 2015)
- The Voice of Italy (Rai 2, 2019) - concorrente
- X Factor 17 (Sky Uno, Now, TV8, 2023) - concorrente
- L'eredità (Rai 1, 2025) - concorrente della puntata speciale dedicata a Sanremo

## Spot pubblicitari
- TIMvision (2025)

## Partecipazioni a manifestazioni canore
- Festival di Sanremo (Rai 1)
  - 2025 – 1º posto sezione "Nuove proposte" con Vertebre
- Sanremo Giovani (Rai 1)
  - 2024 – Finalista con Vertebre

## Riconoscimenti
- Comune di Napoli
  - 2025 – Targa per la vittoria nella sezione "Nuove proposte" al Festival di Sanremo[32]
- Festivalshow
  - 2016 – Vincitore con Su[13]
  - 2018 – Vincitore sezione "Giovani"[14][15]
- Festival di Sanremo
  - 2025 – Vincitore sezione "Nuove proposte" con Vertebre[27]
  - 2025 – Premio della Critica "Mia Martini" sezione "Nuove proposte" con Vertebre[28]
  - 2025 – Premio Sala Stampa Radio–TV–Web "Lucio Dalla" sezione "Nuove proposte" con Vertebre[29]
  - 2025 – Premio "Enzo Jannacci" NuovoIMAIE alla migliore interpretazione con Vertebre[30]